# Abbaye de Crottet
L'abbaye de Crottet est une ancienne abbaye située à Crottet, en France.

## Présentation
Il s'agit d'une propriété privée située dans le bourg de Crottet, commune du département français de l'Ain. La porte cochère, le portillon attenant et trois culs-de-lampe encastrés dans le mur de la cure sont inscrits au titre des monuments historiques en 1951.